# Álvaro Iglesias Quintana
Álvaro Iglesias Quintana (Baracaldo, 12 de julio de 1972) es un exfutbolista español, que jugaba en la posición de portero.

## Carrera
Comenzó su carrera en las filas del Arenas Club y del Club Deportivo Santurtzi, ambos en la Tercera División. Entre 1993 y 1995 militó en el Sestao Sport, y entre 1995 y 1997 en las filas del Barakaldo CF en Segunda División B. La temporada 1997-98 fichó por el Córdoba CF, y el año siguiente por el Racing de Ferrol. Posteriormente pasa unos meses en Gernika antes de recalar en la UE Figueres, donde permaneció temporada y media. En la temporada 2001-02 pasó por la UD Lanzarote y la siguiente por la SD Ponferradina.
En el verano de 2003 se incorpora al CD Tenerife, con quien debuta en Segunda División. Ese año disputa 30 partidos en la categoría de plata, que se reducen a 16 en la temporada posterior. La temporada 2004-05 ficha por el Nàstic de Tarragona, con quien consigue el ascenso a Primera División. Pero, en la temporada 2006-07, no disputa ningún minuto con los catalanes en la máxima categoría, siendo el tercer portero del equipo. La temporada siguiente se marcha al Poli Ejido hasta 2008 cuando vuelve al Sestao River, donde se retiró en 2011.